# Uehlfeld
Uehlfeld è un comune tedesco di 3 142 abitanti, situato nel land della Baviera.

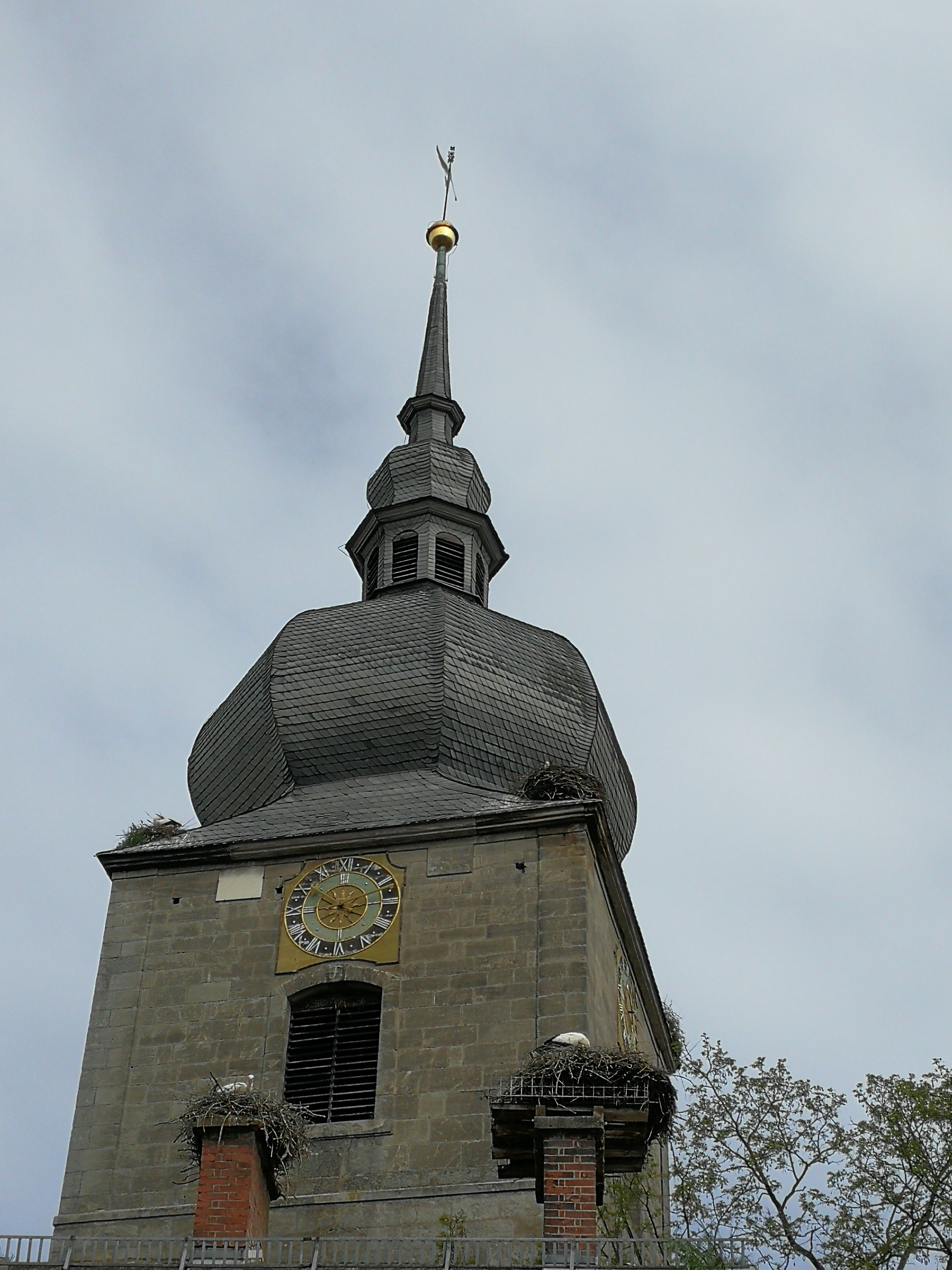